# 月刊コミコミ
『月刊コミコミ』（げっかんコミコミ）は、かつて白泉社が発行していた月刊漫画雑誌。単行本は、前身誌から引き続き「ジェッツコミックス」レーベルでの取り扱い。

## 概要
白泉社唯一の男性向け雑誌として創刊された『少年ジェッツ』を前身として、1983年3月（5月号）に創刊された少年漫画雑誌。1988年10月（12月号）まで発行された。
独自のメディアミックス体制を持たなかったため、アニメ化・ゲーム化された作品は少ない。同時期に存在していた中堅少年誌の『月刊少年キャプテン』（徳間書店）、『月刊コミックNORA』（学習研究社）、『月刊コミックコンプ』（角川書店）などが、創刊当初から想定された販売戦略ではないものの、メディアミックスのブームに徐々に乗り、1990年代まで続いたことと比較すると、前身である『少年ジェッツ』の流れを受け継ぎ「少年誌」という立ち位置に留まっていた本誌は、過渡期の雑誌とも言える。
休刊後にリニューアル創刊された『月刊アニマルハウス』では「青年誌」にカテゴリーを変更し、『ベアーズクラブ』（集英社）などが競合誌となった。休刊直前に連載されていた作品は未完に近い状態で中断し、未完に終わった『エルフ・17』や後に他誌で新シリーズが発表された『妖怪始末人トラウマ!!』のように新雑誌への移行は行われていない。
ただし、『ベルセルク』は本誌での新人賞受賞作をリメイクして『月刊アニマルハウス』にて連載が開始され、『ヤングアニマル』でも継続している。また、『低俗霊狩り』は中断の後、次の後継誌である『ヤングアニマル』にて再開されている。

## 主な掲載作品
- 柴田昌弘：『スレッジ』、『ラブ・シンクロイド』（タイトル・ロゴなどでは、中黒点「・」の個所が「ハート」の記号の場合あり） ※『少年ジェッツ』から継続
- 中西裕：『あしたのナオコちゃん』
- 真鍋譲治：『アウトランダーズ』 ※アニメ化（OVA作品）
- 奥瀬早紀（現：奥瀬サキ）：『低俗霊狩り』
- 原口清志：『聖狼少女』
- 田中雅人：『妖魔ミカヅキ]』[1]『おニャン子エクスプレス』
- 山本貴嗣：『エルフ・17』 ※アニメ化（OVA作品）
- 南里こんぱる：『貧乏人は麦を食え』『無敵刑事』ほか
- 魔夜峰央：『妖怪始末人トラウマ!!』『美少年的大狂言』
- 松野乱：『格闘王！』シリーズ
- 士郎正宗：『ドミニオン』 ※アニメ化（OVA作品）
- とり・みき：『a Heebie-Jeebie』
- 西秋ぐりん：『なんてことするんだろうねえ小娘に!!』
- イラ姫：『ラディカルブラザーズ』
- 神崎将臣：『HUNTER』
- 藤原カムイ：『羽衣天女』『飛翔の鎖』
- 高橋葉介：『クレイジー・アン』『たんぽぽ姫』
- 諸星大二郎：『碁娘伝』『屠狗王伝』『コルク栓のある死体』『郵便ポストはなぜ赤い』『わたしは快になりたい』『シマ男の逆襲』『マッド・ダックス／マッド・マルクス／マッド・ソックス／マッド・ボックス』

## その他
- 士郎正宗の『ドミニオン』（読み切り版）が『コミック読本SF大特集』1985年AUTUMN号に掲載された。これが、彼の雑誌への初掲載作品である。その後1986年には本誌にて全3回掲載され、単行本が発売された。なお、先行して同1985年の2月に青心社より『アップルシード』が描き下ろしで刊行されており、これがデビュー作品である。
- 三浦建太郎の『ベルセルク』（読み切り版）が1988年11月号にて掲載され、後年のヒット作のプロトタイプとなっている。後に『月刊アニマルハウス』にて連載が開始され、後継誌の『ヤングアニマル』にて2019年現在も継続中である。
- 2000年8月のコミックマーケット（C58）で、「コミコミ復活委員会」同人誌として『コミコミ2000』が発行。

企画の趣旨は、同誌の当時の作家による自主制作の「復刻版」である。なお、『コミコミ2001』の企画もあったがこちらは実現していない。
掲載作品は、『ラブ・シンクロイド』（柴田昌弘）、『アウトランダーズ』（真鍋譲治）、『低俗霊狩り』（奥瀬早紀）、『妖魔ミカヅキ』（田中雅人）、『RUN RUN RUN』（相沢早苗）、『ポリタン』（とり・みき）、『マジカルエンジェル魔弥』（佐藤文彦）、『FF2000』（砂倉そーいち）他。
それ以外の執筆陣は、神崎将臣、大橋薫、原口清志、みやすのんき、中西裕、池田恵など。

## 関連書籍
- 『コミコミ特別編集 コミック読本SF大特集』

本誌に関連して刊行された季刊の漫画雑誌。表紙には「オール読切・超傑作ぞろい」・「全600ページ」・「コミックス3冊分」・「保存版」などのコピーがあった。なお、実際のページ数は号毎に変動がある。『コミック読本ヒーロー大集合』や『吾妻ひでお特集号』『とり・みき特集号』など、ジャンルをSFに限定しないオムニバス形式の増刊号も存在する。
前身誌の『少年ジェッツ』時代に刊行されていた『少年ジェッツ特別編集（ここに特集名）特集号』。前身誌は200ページ超の平綴じなのに対し、『コミック読本SF大特集』は500ページを越える。
執筆陣は、柴田昌弘、真鍋譲治、山本貴嗣など本誌の看板作家の他、山田ミネコ、高橋葉介などがいる。高橋葉介は、本誌の初期に何度か短編作品が掲載されている。
- 『メルティ・レモン』（タイトル・ロゴなどでは、中黒点「・」の個所が「ハート」の記号の場合あり）

本誌と同時期（1985年～1986年）に不定期で刊行された「美少女コミック」誌。全編読みきり作品のオムニバス形式で、ジェッツコミックスのレーベルで刊行されていた。全7号。本誌とは直接的に連動していない。
当時流行していた「美少女コミック」ブームに乗る形で企画されたアンソロジーコミック。体裁や内容は『漫画ブリッコ』（白夜書房）、『プチ・アップルパイ』（徳間書店）と競合していた。
タイトルには「FOR BOYS」のコピーが全号共通で添えられている。表記揺れはあるが全号とも「オール新作」を謳い文句にしている。また、1986年に入ってからの第5号に「ザ･リフレッシュ」、第6号に「ザ・スリリング」、最終号となる第7号に「クライマックス」の副題がついている。
全7回の発行すべてに作品を発表した執筆陣は、『月刊コミコミ』本誌でも作品を発表していた中西裕、西秋ぐりん、佐藤文彦、克・亜樹、あだちたかし、岡崎京子、MEIMUの7名。掲載作家は30名近くいる。